# Vanadila
O íon vanadila ou vanadil (nome IUPAC: oxovanádio (IV)) é o cátion de fórmula química VO2+
. Trata-se de um oxicátion do elemento vanádio em seu estado de oxidação +4, o segundo mais comum do elemento, e a forma predominante em que o vanádio tetravalente está presente na maioria dos seus compostos. É um agente oxidante suave, mas também pode ser facilmente oxidado para o estado pentavalente, que em soluções ácidas existe como o íon amarelo pervanadila, VO+
2
. O íon vanadila é bastante estável estruturalmente (é de fato considerado o íon diatômico mais estável) e apresenta uma forte ligação tripla entre os átomos de vanádio e oxigênio. O íon vanadila apresenta uma cor azul-escura bastante característica e é paramagnético, devido à presença de um elétron desemparelhado em sua configuração eletrônica 3d¹.

## Características, Síntese e Reações
O íon vanadila é a forma predominante do vanádio +4 em solução aquosa. Neste meio, na ausência de outros agentes complexantes, ele encontra-se ligado a quatro moléculas de água formando um complexo tetraaquo, cuja estrutura é [VO(H
2O)
4]2+
. Esse complexo, bem como vários outros complexos de vanadila, apresenta uma geometria piramidal quadrada incomum, destoando com a maioria dos complexos de metais de transição que tendem a adotar geometria octaédrica, tetraédrica ou às vezes quadrada planar. Ele é a forma catiônica do vanádio tetravalente em solução, uma vez que o íon livre V4+
 não pode existir em solução aquosa. Os aquocomplexos de VO2+
, portanto, são o produto da hidrólise desse íon hipotético.

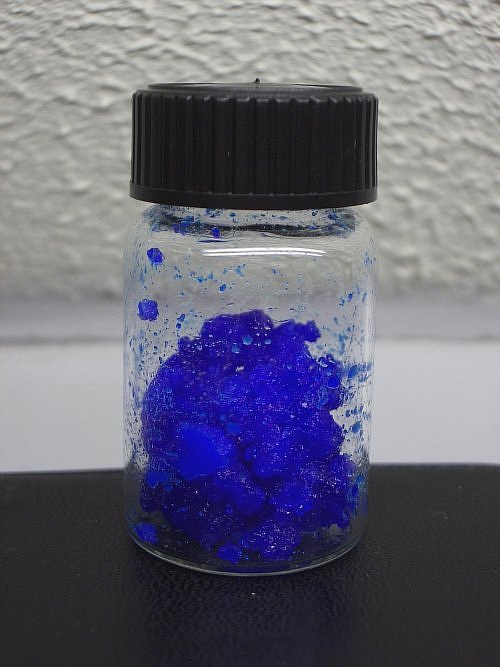
Amostra do sal sulfato de vanadila penta-hidratado, VOSO4 • 5H2O, mostrando a intensa cor azul do íon vanadila.

O íon vanadila pode ser formado a partir da redução de compostos de vanádio pentavalente em meio ácido utilizando alguns agentes redutores adequados como, por exemplo, SO
2
:
2VO+
2
 + SO
2 + 2H+
 —> VO2+
 + H
2SO
4

V
2O
5
 + SO
2
 + H
2SO
4
 —> 2VOSO
4
 + H
2O

Também é formado quando um sal de vanadato é dissolvido em ácido concentrado, seguido de redução por um redutor tal como o zinco:
2NH
4VO
3
 + 8H+
 + Zn0 —> VO2+
 + 2NH+
4
 + Zn2+ + 2H
2O

Ele também pode ser formado a partir da oxidação de compostos de vanádio em estados de oxidação mais baixos:
V3+
 + [Fe(CN)
6]3–
 + H
2O
 —> VO2+
 + [Fe(CN)
6]4–
 + 2H+

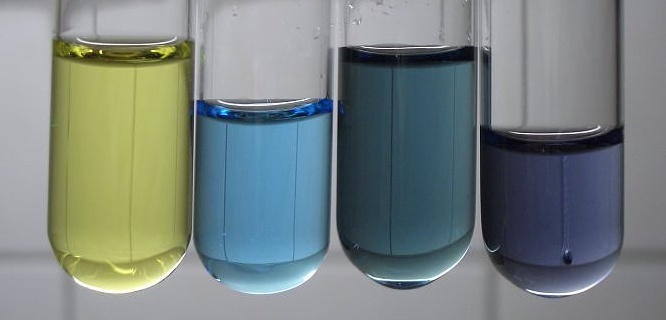
Da esquerda para a direita: VO2(+), VO(2+), V(3+), e V(2+) em solução aquosa.

O íon vanadila também é formado pela hidrólise de muitos compostos de vanádio IV não-oxigenados (tais como, por exemplo, VCl
4
) em contato com a água:
VCl
4 + H
2O —> VOCl
2 + 2HCl
Em meio básico, os sais de vanadila hidrolisam gerando um precipitado marrom de "ácido hipovanádico" ou hidróxido de vanadila (dióxido de vanádio hidratado):
VO2+ + 2OH– —> VO(OH)
2
 (=VO
2•H
2O
)
Em um meio ainda mais básico, esse precipitado pode se redissolver originando uma solução marrom-amarelada contendo o ânion hipovanadato, ilustrando seu caráter anfótero:
4VO(OH)
2 + 2OH– —> [V
4O
9]2– + 5H
2O
Assim como a maioria dos demais compostos de vanádio, o íon vanadila reage com o peróxido de hidrogênio em meio ácido, sendo oxidado do estado de oxidação +4 para o +5 e formando um peroxocomplexo vermelho:
2[VO(H
2O)
4]2+
 + 3H
2O
2
 —> 2[VO(O
2)(H
2O)
3]+
 + 2H+ + 4H
2O

## Complexos
O oxo-íon vanadila possui uma extensa química de coordenação, formando variados complexos, os quais geralmente apresentam uma geometria de coordenação piramidal de base quadrada, na qual o vanádio central situa-se no centro da pirâmide, com o oxigênio constituindo o topo e os demais ligantes formando a base quadrada. Um exemplo desse tipo de complexo é o bis(acetilacetonato)oxovanádio (IV) ou acetilacetonato de vanadila, [VO(C
5H
7O
2)
2]
 ou [VO(acac)
2]
, como visto na imagem abaixo:
O íon VO2+

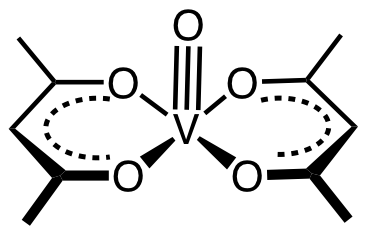
Estrutura do acetilacetonato de vanadila.

 também é capaz de formar complexos com geometria octaédrica, semelhante aos demais elementos da primeira linha dos metais de transição. Um exemplo é o aduto de piridina do complexo de acetilacetonato de vanadila, [VO(acac)
2(NC
5H
5)]
. Contudo, o sexto ligante tende a se desprender da estrutura com certa facilidade originando a estrutura com geometria piramidal.
Esses complexos de vanadila geralmente possuem cor azul-escura a esverdeada dependendo da natureza do ligante, e também podem ser facilmente oxidados para os complexos de pervanadila amarelados ou alaranjados:
2[VIVO(H
2NCH
2CO
2
)2] + S
2O2–
8
 + 2H
2O
 –> 2[VVO
2(H
2NCH
2CO
2)
2]–
 + 2SO2–
4 + 4H+

## Ocorrência natural

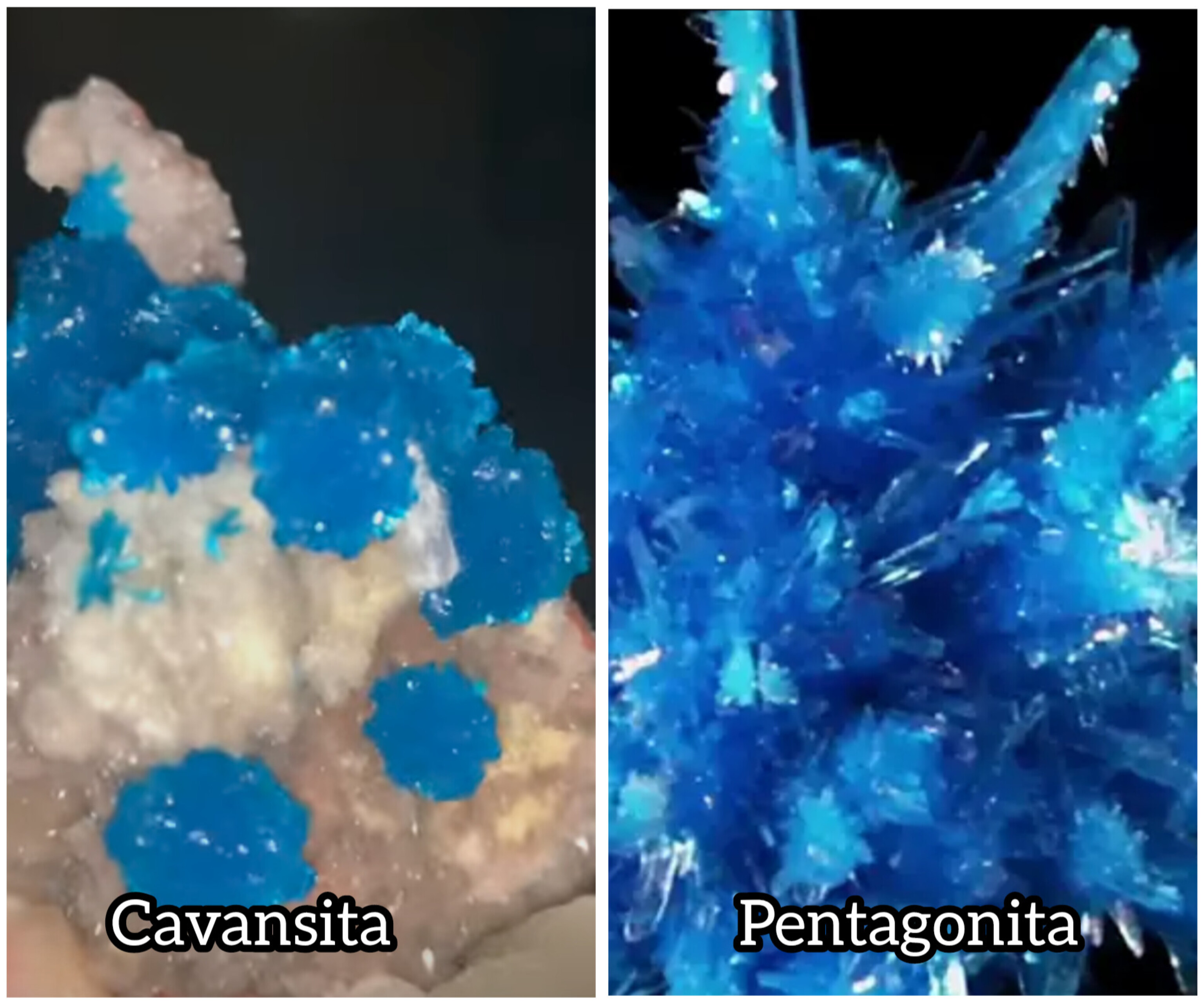
Cavansita e pentagonita, dois polimorfos do composto mineral à base de vanadila de fórmula CaVOSi4O10.

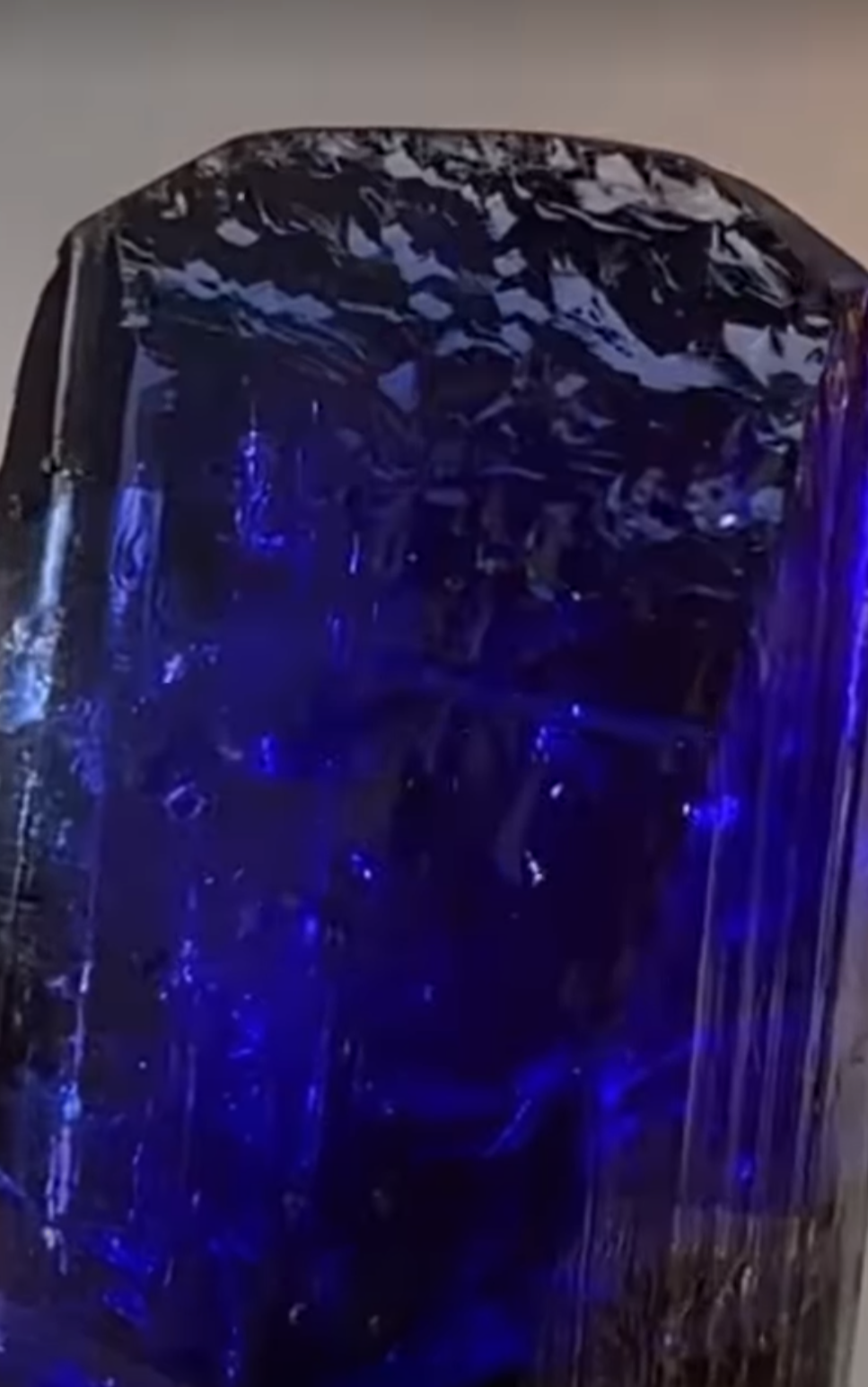
A tanzanita é uma pedra preciosa bastante rara, uma forma de zoisita contendo impurezas de vanádio tanto tetravalente (vanadila) quanto trivalente, os quais são responsáveis pela sua cor azul-violeta profunda.

Cavansita e seu polimorfo pentagonita (ambos com a fórmula química Ca(VO)Si4O10•4H
2O
) são dois minerais que contêm em suas estruturas o íon vanadil. Esses minerais apresentam a cor azul característica desse íon de vanádio. A raríssima pedra preciosa tanzanita (uma forma de zoisita contendo impurezas de vanádio), com sua vibrante cor azul-violeta, também deve sua cor a esse íon, bem como o V3+
.
O vanádio na forma do íon vanadil é o segundo metal de transição mais abundante na água do mar , com sua concentração sendo superada apenas pelo molibdênio.  No oceano, a concentração média é de 30  nM . Algumas fontes de água mineral também contêm o íon em altas concentrações. Por exemplo, fontes perto do Monte Fuji geralmente contêm até 54 μg por litro.